# Descrizione dello spazio nelle opere di Giovanni Verga
La descrizione dello spazio dal punto di vista geografico rende la narrazione verghiana autenticamente verista e assume, nelle novelle e nei romanzi, dignità di protagonista.

## Lo spazio nelle novelle

### Malaria
Basti pensare alla novella Malaria:
È vi par di toccarla colle mani - come dalla terra grassa che fumi, là, dappertutto, torno alle montagne che la chiudono, da Agnone al Mongibello incappucciato di neve - stagnante nella pianura, a guisa dell'afa pesante di luglio. Vi nasce e vi muore il sole di brace, e la luna smorta, e la Puddara, che sembra navigare in un mare che svapori, e gli uccelli e le margherite bianche della primavera, e l'estate arsa, e vi passano in lunghe file nere le anitre nel nuvolo dell'autunno, e il fiume che luccica quasi fosse di metallo, fra le rive larghe e abbandonate, bianche, slabbrate, sparse di ciottoli; e in fondo il lago di Lentini, come uno stagno, colle sponde piatte, senza una barca, senza un albero sulla riva, liscio ed immobile. …
Lo spazio descritto in modo reale è essenziale alla narrazione non solo in questa novella, in cui una malattia di per sé inafferrabile sembra assumere sembianze concrete, ma anche in altre dove l'agire e il dire dei personaggi diventa drammatico.

### Rosso Malpelo
In Rosso Malpelo non potremmo immaginare questo ragazzino e il suo dramma se non lavorasse in una cava di rena rossa, quasi a mimetizzarsi con le sue lentiggini e i suoi capelli di colore rosso. Malpelo muore, in modo epico, quasi mitico dentro la cava, dopo essersi avviato all'interno di quei cunicoli da dove mai nessuno è tornato:
Quando lo mandarono per quella esplorazione si risovvenne del minatore, il quale si era smarrito, da anni ed anni, e cammina e cammina ancora al buio gridando aiuto, senza che nessuno possa udirlo: ma non disse nulla. Del resto a che sarebbe giovato? Prese gli arnesi di suo padre, il piccone, la zappa, la lanterna, il sacco col pane e il fiasco del vino, e se ne andò: né più si seppe nulla di lui. Così si persero persin le ossa di Malpelo, e i ragazzi della cava abbassano la voce quando parlano di lui nel sotterraneo, ché hanno paura di vederselo comparire dinanzi, coi capelli rossi e gli occhiacci grigi
Malpelo si incammina all'interno del ventre della terra, e ritorna nei pensieri e nelle paure dei ragazzi come una divinità ctonia.

### La lupa
Nella novella La Lupa "Gnà Pina" si muove in un paesaggio a lei perfettamente idoneo e cioè quello campestre e la seduzione di Nanni Lasca avviene nel fossato tra le "stoppie riarse dei campi immensi, che si perdevano nell'afa, lontan lontano verso l'Etna nebbioso, dove il cielo si aggravava sull'orizzonte".
Se non ci fosse l'adeguata descrizione spaziale la novella non avrebbe quel sapore di tragedia antica che ha. La morte della gnà Pina avviene fuori in mezzi ai campi, così come in mezzo ai campi avvenivano i suoi incontri con Nanni:
... Ei come la scorse da lontano, in mezzo a' seminati verdi, lasciò di zappare la vigna, e andò a staccare la scure dall'olmo. La Lupa lo vide venire, pallido e stralunato, colla scure che luccicava al sole, e non si arretrò di un sol passo, non chinò gli occhi, seguitò ad andargli incontro, con le mani piene di manipoli di papaveri rossi, e mangiandoselo con gli occhi neri. - Ah! malanno all'anima vostra! - balbettò Nanni.
La Lupa arriva un'ultima volta con i papaveri rossi, fiori sgargianti ma effimeri, di breve durata come di breve durata era stata la sua storia con Nanni.
Gli spazi esterni sono i luoghi del peccato, della ribellione ai canoni sociali che vogliono una vedova (per quanto giovane e bella possa essere) relegata in casa, a vivere del ricordo del marito e della pietà dei vicini.
La Lupa si ribella appunto a questi canoni, a queste regole, ma sa che esistono e in modo più o meno istintivo li infrange soltanto fuori.
Ella non disonora mai il focolare domestico, non seduce Nanni in casa, e non va in chiesa. Tutti i luoghi chiusi, domestici, sono da lei rifuggiti o vissuti solo in termini funzionali come ad esempio il pagliericcio in cucina per dormire.
Abbiamo perciò, una netta distinzione tra dentro e fuori. Nel dentro vi sono le regole, la famiglia, le convenzioni e costrizioni; fuori vi è la libertà, l'amore o la lussuria, il lavoro che affranca da qualsiasi imposizione possa avvenire dagli altri.
Come avviene per Rosso Malpelo, la libertà si conquista fuori, lontano dagli altri, gli spazi aperti fanno così da rifugio per questi ed altri personaggi.

### La Roba
Certamente non si può ignorare l'importanza delle descrizioni spaziali nella novella La roba; e non si può dimenticare la figura di Mazzarò immaginato lungo disteso su tutte le sue smisurate proprietà in modo da fondere in un'unica sostanza simbolica spazio e personaggio "Pareva che Mazzarò fosse disteso tutto grande per quanto era grande la terra, e che gli si camminasse sulla pancia". Le iperboli linguistiche che 
Verga usa per indicare la grandezza dei magazzini di Mazzarò sono funzionali ed essenziali alla 
resa narrativa.
Il personaggio di Mazzarò.
Mazzarò era un omiciattolo, che a vederlo non gli avresti dato un centesimo, magro e piuttosto basso, di grasso aveva soltanto la pancia che riempiva con soli due pezzi di pane. Il protagonista è un avaro, molto ricco e privo di sentimenti. Ma la ricchezza non lo rende migliore o soddisfatto di sé: non ha una famiglia, non ha eredi e la sua ROBA se la vuole portare nell'aldilà. Mazzarò è quindi solo e triste e il messaggio che possiamo dedurre leggendo questa novella è: possedere "ROBA" non è utile, è più utile avere affetti e soprattutto godersi la vita.

### Libertà
Nella novella Libertà lo spazio è quello del paese con la piazza, il campanile, le viuzze che diventano trappole per i "galantuomini", il palazzo della baronessa che muore fatta precipitare da un balcone. Quei luoghi prima amici, innocui, che ispiravano fiducia e sicurezza diventano, subitamente, teatro di morte e violenza.
C'è anche lo spazio metaforico del mare a cui è paragonata la folla senza controllo:
Come il mare in tempesta. La folla spumeggiava e ondeggiava davanti al casino dei galantuomini, davanti al Municipio, sugli scalini della chiesa: un mare di berrette bianche; le scuri e le falci che luccicavano. Poi irruppe in una stradicciuola.
Ed ancora lo spazio reale del muro del cimitero davanti al quale sono fucilati alcuni dei rivoltosi, e poi il carcere alto e vasto come un convento.
E prima ancora il paese che all'improvviso si fa deserto, con i portoni spalancati delle case signorili deserte, soltanto i cani e il chiaro di luna.
Sicuramente della novella rimane impressa la baraonda della rivoluzione, la forza della violenza narrata con brutalità verista, ma anche l'immagine del paese testimone di una carneficina improvvisa quanto inutile.

## Lo spazio nei romanzi

### I Malavoglia
Nei romanzi veristi lo spazio verghiano diventa ancor più protagonista. 

I Malavoglia sarebbero inconcepibili senza la carica emotiva e psicologica che dà ai protagonisti lo spazio protettivo e minacciato dagli eventi che è "la casa del nespolo".

#### La casa
In casa tutto è buono e protettivo, la casa del nespolo è il bene di tutti. Padron 'Ntoni morirà per il dolore di averla persa. Alessi con il riscatto della casa affrancherà la famiglia dalla vergogna. Il lume che splende nella casa di Alfio Mosca fa battere il cuore di Mena, il cortile dove avvengono le chiacchierate fra vicini è un palcoscenico ora gioioso ora triste. Il lavatoio è lo spazio dove ognuno dice la sua, dove si danno le "rispostacce" tra comari. Alla bottega dello speziale si chiacchiera di politica, per non parlare dell'osteria della Santuzza.

#### Il mare
Fin qui lo spazio circoscritto, conosciuto, poi c'è lo spazio del mare in cui si intersecano buono e cattivo. Il mare è cattivo quando ingoia Bastianazzo e la Provvidenza con il suo carico. Diventa buono quando dà la possibilità ai Malavoglia di poter pagare il debito:
…Il nonno colla lanterna andava e veniva pel cortile; fuori si udiva passare la gente che andava al mare, e passava a picchiare di porta in porta, per chiamare i compagni. Però, come giunsero sul lido, davanti al mare nero, dove si specchiavano le stelle, e che russava lento sul greto, e si vedevano qua e là le lanterne delle barche, anche 'Ntoni si sentì allargare il cuore. - Ah! esclamò stirandosi le braccia. È una bella cosa tornare a casa sua. Questa marina qui mi conosce. - Già padron 'Ntoni diceva sempre che un pesce fuori dell'acqua non sa starci, e chi è nato pesce il mare l'aspetta, …
Lo spazio marino è usato dallo scrittore anche quando vuol enfatizzare un certo stato d'animo, in questo caso positivo e di speranza:
…Intanto la Provvidenza era scivolata in mare come un'anitra, col becco in aria, e ci sguazzava dentro, si godeva il fresco, dondolandosi mollemente nell'acqua verde, che le colpettava attorno ai fianchi, e il sole le ballava sulla vernice. Padron 'Ntoni, se la godeva anche lui, colle mani dietro la schiena e le gambe aperte, aggrottando un po' le ciglia, come fanno i marinai quando vogliono vederci bene anche al sole, che era un bel sole d'inverno, e i campi erano verdi, il mare lucente, e il cielo turchino che non finiva mai. Così tornano il bel sole e le dolci mattine d'inverno anche per gli occhi che hanno pianto, e li hanno visti del color della pece; e ogni cosa si rinnova come la Provvidenza, che era bastata un po' di pece e di colore, e quattro pezzi di legno, per farla tornare nuova come prima, e chi non vede più nulla sono gli occhi che non piangono più, e sono chiusi dalla morte. …

#### La città
Uno spazio che invece assume quasi sempre connotati negativi è quello della città. Nella città 'Ntoni va “a fare il soldato” e rimane abbagliato da tutto ciò che appare nuovo, ricco, facile:
…Una volta 'Ntoni Malavoglia, andando girelloni pel paese, aveva visto due giovanotti che s'erano imbarcati qualche anno prima a Riposto, a cercar fortuna, e tornavano da Trieste, o da Alessandria d'Egitto, insomma da lontano, e spendevano e spandevano all'osteria meglio di compare Naso, o di padron Cipolla; si mettevano a cavalcioni sul desco; dicevano delle barzellette alle ragazze, e avevano dei fazzoletti di seta in ogni tasca del giubbone; sicché il paese era in rivoluzione per loro. 'Ntoni, quando la sera tornava a casa, non trovava altro che le donne, le quali mutavano la salamoia nei barilotti, e cianciavano in crocchio colle vicine, sedute sui sassi; e intanto ingannavano il tempo a contare storie e indovinelli, buoni pei ragazzi, i quali stavano a sentire con tanto d'occhi intontiti dal sonno. Padron 'Ntoni ascoltava anche lui, tenendo d'occhio lo scolare della salamoia, e approvava col capo quelli che contavano le storie più belle, e i ragazzi che mostravano di aver giudizio come i grandi nello spiegare gli indovinelli. - La storia buona, disse allora 'Ntoni, è quella dei forestieri che sono arrivati oggi, con dei fazzoletti di seta che non par vero; e i denari non li guardano cogli occhi, quando li tirano fuori dal taschino. Hanno visto mezzo mondo, dice, che Trezza ed Aci Castello messe insieme, sono nulla in paragone. Questo l'ho visto anch'io; e laggiù la gente passa il tempo a scialarsi tutto il giorno, invece di stare a salare le acciughe, e le donne, vestite di seta e cariche di anelli meglio della Madonna dell'Ognina, vanno in giro per le vie a rubarsi i bei marinai…
Il giovanotto infatti, per cercar fortuna va ad impelagarsi nel contrabbando e finisce in carcere. Anche Lia, la sorellina minore sente il richiamo dell'ignoto, di una vita più facile e con meno stenti; come già detto si perderà e non tornerà più ad Aci Trezza.

### I connotati negativi dello spazio-città
La città in tutte le sue sfaccettature è sempre vista in modo negativo, nella novella “Libertà” la città è il luogo del carcere, dove portano i prigionieri per essere processati:
…Alla città li chiusero nel gran carcere alto e vasto come un convento, tutto bucherellato da finestre colle inferriate;…

#### "L'amante di Gramigna"
Anche nella novella L'amante di Gramigna la città è luogo in cui la perdita di se stessi è irreparabile:
…Allora, di notte, se ne andò via dal paese, lasciando il figliuolo ai trovatelli, senza voltarsi indietro neppure, e se ne venne alla città dove le avevano detto ch'era in carcere Gramigna. Gironzolava intorno a quel gran fabbricato tetro, guardando le inferriate, cercando dove potesse esser lui, cogli sbirri alle calcagna, insultata e scacciata ad ogni passo.
Finalmente seppe che il suo amante non era più lì, l'avevano condotto via, di là del mare, ammanettato e colla sporta al collo. Che poteva fare? Rimase dov'era, a buscarsi il pane rendendo qualche servizio ai soldati, ai carcerieri, come facesse parte ella stessa di quel gran fabbricato tetro e silenzioso…

#### Mastro-don Gesualdo
Nel Mastro-don Gesualdo lo spazio della città è decisamente negativo, abbiamo visto Gesualdo Motta vi muore due volte, prima moralmente e poi fisicamente. Nel resto della narrazione a volte lo spazio serve per rendere in modo più chiaro lo stato d'animo e la psicologia di Gesualdo. Un sistema geniale che ancora una volta fa sì che non si senta la mancanza del narratore onnisciente.
Il lettore si trova proiettato all'interno e capisce pienamente i sentimenti del soggetto narrato:
...Brontolava ancora allontanandosi all'ambio della mula sotto il sole cocente: un sole che spaccava le pietre adesso, e faceva scoppiettare le stoppie quasi s'accendessero. Nel burrone, fra i due monti, sembrava d'entrare in una fornace; e il paese in cima al colle, arrampicato sui precipizi, disseminato fra rupi enormi, minato da caverne che lo lasciavano come sospeso in aria, nerastro, rugginoso, sembrava abbandonato, senza un'ombra, con tutte le finestre spalancate nell'afa, simili a tanti buchi neri, le croci dei campanili vacillanti nel cielo caliginoso....
E ancora:
...Pareva di soffocare in quella gola del Petraio. Le rupi brulle sembravano arroventate. Non un filo di ombra, non un filo di verde, colline su colline, accavallate, nude, arsicce, sassose, sparse di olivi rari e magri, di fichidindia polverosi, la pianura sotto Budarturo come una landa bruciata dal sole, i monti foschi nella caligine, in fondo. Dei corvi si levarono gracchiando da una carogna che appestava il fossato; delle ventate di scirocco bruciavano il viso e mozzavano il respiro; una sete da impazzire, il sole che gli picchiava sulla testa come fosse il martellare dei suoi uomini che lavoravano alla strada del Camemi. ...
Il paesaggio naturale è quasi un alter ego di Gesualdo, avviene per certi versi la stessa introiezione al rovescio che c'è nella Lupa. La descrizione dello spazio nella produzione verista assume quindi, anche valore simbolico e il principio dell'impersonalità rimane comunque inalterato, anzi aiuta il lettore a percepire l'ambiente in modo più funzionale alla narrazione.